# Carl Josef Barth
Carl Barth (Taufname Karl Josef Barth; * 16. Juni 1896 in Haan; † 31. Dezember 1976 in Düsseldorf) war ein deutscher Maler. Sein Bruder war der Schriftsteller Emil Barth.

## Leben

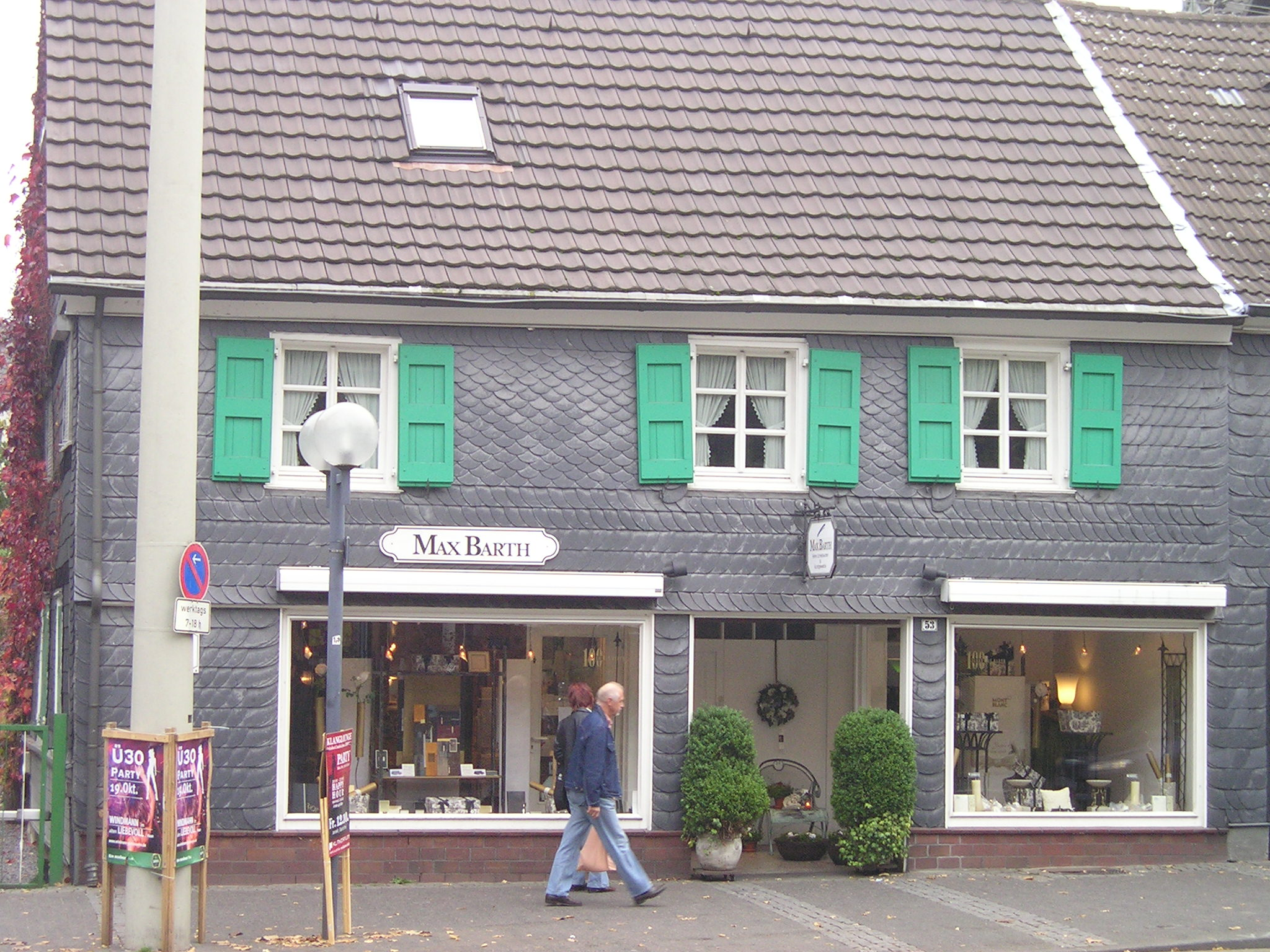
Barth-Haus in Haan

Carl Barth wurde als drittes Kind des Buchbindermeisters Max Barth am 16. Juni 1896 in Haan geboren und auf den Namen Karl Josef Barth getauft. Er besuchte die dortige Volksschule von 1902 bis 1910. Im Anschluss absolvierte Barth eine Buchbinderlehre bei seinem Vater, bis er während des Ersten Weltkriegs 1915 zum Militärdienst eingezogen und ab Mai 1916 in Frankreich stationiert wurde. Nach der schweren Verwundung beider Arme und Beine in der Dritten Flandernschlacht im November 1917 erlebte Barth das Kriegsende in einem Düsseldorfer Lazarett.
1919 nahm Barth seine Grafik-Ausbildung an der Kunstgewerbeschule Düsseldorf auf. Im Frühjahr 1921 siedelte er nach München über, wo er seine Ausbildung an der dortigen Kunstgewerbeschule bis 1924 fortsetzte. Seit ca. 1922 signierte er seine Arbeiten mit Carl Barth. 1925 folgte Barths erste Ausstellung von Aquarellen und Druckgrafiken in München, in deren Anschluss er nach Haan zurückkehrte, im Haus seiner Eltern sein erstes Atelier einrichtete und ab Herbst des gleichen Jahres sein Studium an der Kunstakademie Düsseldorf als Schüler Heinrich Nauens aufnahm, welches bis 1930 andauern sollte.
Nachdem Carl Barth schon 1924 nach Italien gereist war, folgte 1927 eine Studienreise nach Südfrankreich. 1926 und 1928 beteiligte er sich an Ausstellungen der Künstlergruppen „Der neue Westen“ und „Das Junge Rheinland“, bis 1933 eine weitere Einzelausstellung Barths in der Kunsthalle Düsseldorf stattfand. 
In der Zeit des Nationalsozialismus war Barth Mitglied der Reichskammer der bildenden Künste. Für diese Zeit ist seine Teilnahme an 33 Gruppenausstellungen und einer Einzelausstellung sicher belegt. Er nahm jedoch an keiner der Großen Deutschen Kunstausstellungen in München teil. Nach einer weiteren Studienreise 1936 in die USA erhielt Barth 1938 den Cornelius-Preis der Stadt Düsseldorf, und er besuchte 1939 die Deutsche Akademie Villa Massimo in Rom. 1940 siedelte Barth nach Xanten über, wo er ein weiteres Atelier im Klever Tor einrichtete.
1941 wurde im Zuge der nationalsozialistischen Kunstpolitik die Beschlagnahmung einer Ausstellung mit Carl Barths früheren Werken angeordnet, deren Ausstellungsstücke daraufhin zwar zurückgegeben wurden, aber nicht mehr gezeigt werden durften. 1942 wurden mehrere Werke Barths als Ausstellungsstücke im Westfälischen Landesmuseum für Kunst und Kulturgeschichte in Münster bei der Bombardierung der Stadt während des Zweiten Weltkriegs zerstört, woraufhin das Museum ihm ein neues Atelier in Mettingen zur Verfügung stellte. Nachdem 1943 auch Barths Atelier in Düsseldorf bei Bombenangriffen zerstört wurde, siedelte er nach Mettingen über, kehrte aber schon 1944 nach Haan zurück, wo er nach der Einnahme der Stadt durch US-amerikanische Truppen ein neues Atelier einrichtete.
1946 zeigte eine Einzelausstellungen im Städtischen Museum Wuppertal-Elberfeld die 1941 beschlagnahmten Bilder Barths, 1948 folgte eine Ausstellung in Köln zusammen mit Gerhard Marcks und Peter Herkenrath. Im gleichen Jahr erschien die Monographie „Der Maler Carl Barth“ von Hans Peters, dem Direktor des Kölnischen Kunstvereins. 1950 nahm Carl Barth unter anderem mit Karl Hofer und Fred Thieler an der Ausstellung „Fünf Maler“ in Witten teil. Das Landesmuseum Münster zeigte 1951 die Ausstellung „Carl Barth – Otto Pankok“ und das Städtische Museum Leverkusen 1952 „Carl Barth – Anton Räderscheidt“. Nach einigen weiteren Ausstellungen in Nordrhein-Westfalen und der Verleihung des Karl Ernst Osthaus-Preises der Stadt Hagen siedelte Barth 1953 erneut nach Düsseldorf über, wo er 1954 sein letztes Atelier im Künstlerhaus Sittarder Straße einrichtete. Am 31. Dezember 1976 starb Carl Barth in Düsseldorf. Er wurde auf dem Südfriedhof begraben.
Sein Sohn Peter Barth (1943–2019) eröffnete zusammen mit Herbert Remmert im September 1980 eine Galerie im Hause Bilker Straße 20 in Düsseldorf. Die Galerie „Remmert und Barth“ seit 1996 im Haus Mühlenstraße 1 wurde Ende 2019 geschlossen.

## Werke
Barths künstlerisches Schaffen änderte sich oft unter den Gegebenheiten und Eindrücken seiner Umgebung, wobei insbesondere seine Studienreisen und der Zweite Weltkrieg teils drastische Änderungen seines Malstils und seiner Motivwahl begründeten. So begann Barth mit spätexpressionistischen Werken in den 1920er Jahren, mit Beginn der 1930er Jahre änderte sich Barths stilistische Richtung zu den heute meistbeachteten Teilen seines Werkes, die der Neuen Sachlichkeit und dem Magischen Realismus zugeordnet werden. Die Strenge dieser Arbeiten wandelte sich nach seiner Studienreise in die USA 1936 zu einem Stil mit reicherer Modellierung des Motivs, der wiederholt mit Werken von Edward Hopper verglichen wurde. In der Folge wurden Barths Bilder konventioneller und traditionalistischer, so dass Barth in den 1940er Jahren zu den Nachfahren der Düsseldorfer Malerschule des 19. Jahrhunderts gezählt wurde. Mit dem Ende des Zweiten Weltkrieges änderten sich auch Barths Motive, so dass seine Bilder zumeist Trümmer und Trauer thematisierten. Anfang der 1950er Jahre wandelte sich Barths Stil erneut hin zu reduzierten und abstrahierten Formen. Barths Bildinhalte dieser Zeit sind durch mediterrane Themen bestimmt, begründet insbesondere durch seine Studienreisen nach Italien und Spanien. In seinem Spätwerk wurde Barth zunehmend durch jüngere Künstler beeinflusst, so dass seine Bilder weitere Reduktionen der Motive aufweisen.

### Auflistung
- 1925 – „Mein Vater Max Barth“ – Sammlung PB
- 1926 – „Kinder mit Masken“ – Privatbesitz USA
- 1927 – „Kranker Knabe“ – Privatbesitz Berlin
- 1929 – „Stilleben mit Cello“ – Sammlung PB
- 1932 – „Ausblick“ – Sammlung PB
- 1932 – „Häuser am Bahndamm“ – Stadtmuseum Düsseldorfs
- 1932 – „Strandcafé“ – Von der Heydt-Museum Wuppertal
- 1932 – „Schiffschaukel“ – Privatsammlung Düsseldorf
- 1932 – „Haus mit dem Stuhl“ – Privatsammlung Schweiz
- 1932/33 – „Pferderennen“ – Stadtmuseum Düsseldorf
- 1933 – „Nordseehafen“ – Privatsammlung Köln
- 1936 – „Vergnügungslokal (New York)“ – Rheinisches Landesmuseum Bonn
- 1936 – „Playland“ – Stadtmuseum Düsseldorf (Leihgabe aus Privatbesitz)
- 1938 – „Römische Landschaft mit liegendem Kopf“ – Sammlung PB
- 1939 – „Instrumentenstilleben“ – Privatsammlung Köln
- 1946 – „Köln 1945 (Zerstörte Rheinbrücke)“ – Städt. Galerie Schloß Oberhausen
- 1946 – „Zeitmonstrum“ – Stadtmuseum Düsseldorf
- 1946 – „Den Müttern“ – Städtisches Museum Gelsenkirchen
- 1948 – „Puppenspieler“ – Museum Folkwang Essen
- 1949 – Porträt der Düsseldorfer Kauffrau Tilde van Diepen m.Tochter, Privatbesitz
- 1949 – „Am Kanal“, Gemäldegalerie Neue Meister, Dresden
- 1952 – „Santa Maria della Salute“ – Von der Heydt-Museum Wuppertal
- 1955 – „Rheinufer“ – Kunstmuseum Düsseldorf
- 1957 – „Winterlandschaft“ – Kunstmuseum Düsseldorf
- 1959 – „Grauer Mond“ – Von der Heydt-Museum Wuppertal
- 1960 – „Lied an den Mond“ – Museum Folkwang Essen
- 1966 – „Frühe Bewunderung“ – Privatsammlung Köln
- 1973 – „Stilleben mit weißem Kopf“ – Sammlung PB